# Claude Carlin
Claude Carlin, né le 17 janvier 1961 à Argentan (Orne), est un coureur cycliste français.

## Biographie
Il porte les couleurs du VC Argentan (1977-1979), du CS Villedieu-les-Poëles (1980-1981), de l'ASPTT Paris (1982 à 1989) avant de finir sa carrière au VC Saint-Lô Pont-Hébert. Il totalise près de 250 victoires et de nombreuses sélections en équipe de France,. Il est champion de France sur route amateurs en 1986. Il participe à la course en ligne des Jeux olympiques en 1984 et 1988.
En 2022, il devient directeur sportif du club Dinan Sport Cycling.

## Palmarès
- 1981
  - Maillot des As
- 1982
  - Tour de Seine-et-Marne :
    - Classement général
    - 2e étape

  - 2e de Paris-Briare
  - 2e du Prix de la Saint-Laurent
- 1983
  - Paris-L'Aigle
  - 1re étape du Circuit des Mines
  - Grand Prix de Lignac
  - 3e du Grand Prix des Foires d'Orval
  - 3e de Paris-Briare
- 1984
  - Champion d'Île-de-France sur route
  - 1re étape du Circuit Berrichon
  - Paris-Chauny
  - 3e de Paris-Troyes
- 1985
  - Paris-Orléans
  - 2e de Paris-L'Aigle
  - 2e de Paris-Dreux
  - 2e du championnat d'Île-de-France sur route
  - 3e des Trois Jours de Rennes
  - 3e du Grand Prix des Foires d'Orval
- 1986
  -  Champion de France sur route amateurs
  - 1re étape du Circuit des Ardennes
  - Paris-Vailly
  - Paris-Mantes
  - Boucles de la CSGV
  - 3e étape du Tour du Domfrontais
  - 2e du Grand Prix de Peymeinade
  - 2e du Wolber d'or
  - 3e du Circuit des Remparts
  - 3e du Tour de l'Essonne
  - 3e du Grand Prix de l'Équipe et du CV 19e
  - 3e du Grand Prix de Blangy-sur-Bresle
  - 6e du championnat du monde sur route amateurs
- 1987
  - Paris-Évreux
  - Boucles de la CSGV
  - Bourg-Oyonnax-Bourg
  - 9e étape du Tour de Rhénanie-Palatinat
  - Grand Prix de la Tomate
  - 2e de Tercé-Montlouis
  - 2e des Boucles catalanes
  - 3e de La Tramontane
  - 3e de la Ronde du Canigou
  - 3e du Grand Prix de l'Équipe et du CV 19e
  - 3e du Wolber d'or
- 1988
  - Ronde de l'Oise
  - Tour de la Vienne
  - Grand Prix des Marbriers
  - Circuit des Remparts
  - 2e du Circuit de l'Aisne
  - 3e de Paris-Alençon
- 1989
  - Paris-Montargis
  - Paris-Lisieux
  - Paris-Bagnoles-de-l'Orne
  - Circuit de la Montagne bourbonnaise
  - 2e de Tercé-Tercé
  - 2e de Paris-Chauny
  - 2e de Paris-Troyes
  - 2e du Circuit des Remparts
  - 3e de Paris-L'Aigle
  - 3e du Tour de Provence
- 1990
  - Paris-Alençon
  - Trophée de la Manche
- 1991
  - Boucles du Loiron
  - 3e étape du Tour de l'Eure
  - 3e du Grand Prix d'Antibes
- 1992
  - Grand Prix de Saint-Hilaire-du-Harcouët
  - Circuit des Remparts
  - 3e du championnat de Normandie sur route
- 1993
  - Grand Prix de la Côte des Isles
  - 2e du Circuit des Matignon
  - 3e du Circuit des Remparts
- 1994
  - Circuit des Matignon
  - 2e du Prix de la Saint-Laurent
  - 3e du Critérium de La Machine
- 1995
  - 3e du Tour de la Manche